# CBERS-1
O CBERS-1 (da série China-Brazil Earth-Resources Satellite), foi um satélite de observação da Terra, resultado de um acordo sino-brasileiro, lançado em 14 de Outubro de 1999 a partir do Centro de Lançamento de Taiyuan por intermédio de um foguete Longa Marcha 4B.

## Objetivos
Esse satélite foi projetado e lançado com o objetivo de gerar imagens da superfície da Terra, usando equipamentos de sensoriamento remoto. Essas imagens, podem ser usadas nas mais variadas aplicações, como: agricultura, meio ambiente, recursos hidrológicos e oceânicos, recursos florestais, geologia entre outros.

## Características
Esse satélite tem o formato de um cubo com 2 m de aresta. Ele possui um único conjunto de painéis solares ligado a uma de suas faces. 

### Instrumentos
O satélite é composto por dois módulos principais:
O primeiro módulo contém os seus instrumentos de pesquisa e tem instalado 3 câmeras e o repetidor.
- Câmera Imageadora de Alta Resolução denominada de CCD.
- Imageador por Varredura de Média Resolução denominado de IRMSS.
- Câmera Imageadora de Amplo Campo de Visada denominado de WFI
- Repetidor para o Sistema Brasileiro de Coleta de Dados Ambientais.

O segundo módulo contém os equipamentos que asseguram o suprimento de energia, os controles, as telecomunicações e demais funções necessárias à operação do satélite.

## Missão
O lançamento do CBERS-1, levando o satélite SACI-1 como carga útil secundária, ocorreu sem problemas em 14/10/1999, à 1h15 (horário de Brasília) por intermédio de um foguete Longa Marcha 4B, partindo do Centro de Lançamento de Taiyuan. A liberação do CBERS-1, ocorreu 13 minutos após o lançamento depois da queima dos três estágios do veículo lançador. Depois de confirmada a órbita e a abertura do painel solar, pela estação de recepção de Nanning, a passagem sobre o Brasil ocorreu durante a sétima órbita, por volta das 11h30 do dia 14/10/1999, 10 horas após o lançamento.